# Nunatak Chavez
Nunatak Chavez är en nunatak i Antarktis. Den ligger i Västantarktis. Argentina, Chile och Storbritannien gör anspråk på området. Toppen på Nunatak Chavez är 319 meter över havet, eller 121 meter över den omgivande terrängen. Bredden vid basen är 2,4 km.
Terrängen runt Nunatak Chavez är kuperad åt nordost, men åt sydväst är den platt. Trakten är obefolkad. 